# Witold Milewski (architekt)
Witold Milewski (ur. 5 kwietnia 1930 w Poznaniu, zm. 29 września 2021) – polski architekt.

## Życiorys
Początkowo pracował w Pracowni Staromiejskiej pod kierunkiem Zbigniewa Zielińskiego przy odbudowie Starego Miasta w Poznaniu. Studia ukończył w 1953 roku na Wydziale Architektury Szkoły Inżynierskiej w Poznaniu. Od 1952 zatrudniony w Miastoprojekcie-Poznań, gdzie wraz z Zygmuntem Skupniewiczem zaczął projektować budynki szkolne i akademickie. 1959 uzyskał dyplom Wydziału Architektury Politechniki Wrocławskiej. W latach 1963–1980 tworzyli wewnątrz Miastoprojektu, z Lechem Sternalem (kierownik), Pracownię Szkolnictwa Wyższego.
Był pasjonatem lotnictwa, posiadał licencję pilota.

## Najważniejsze projekty w Poznaniu i okolicy

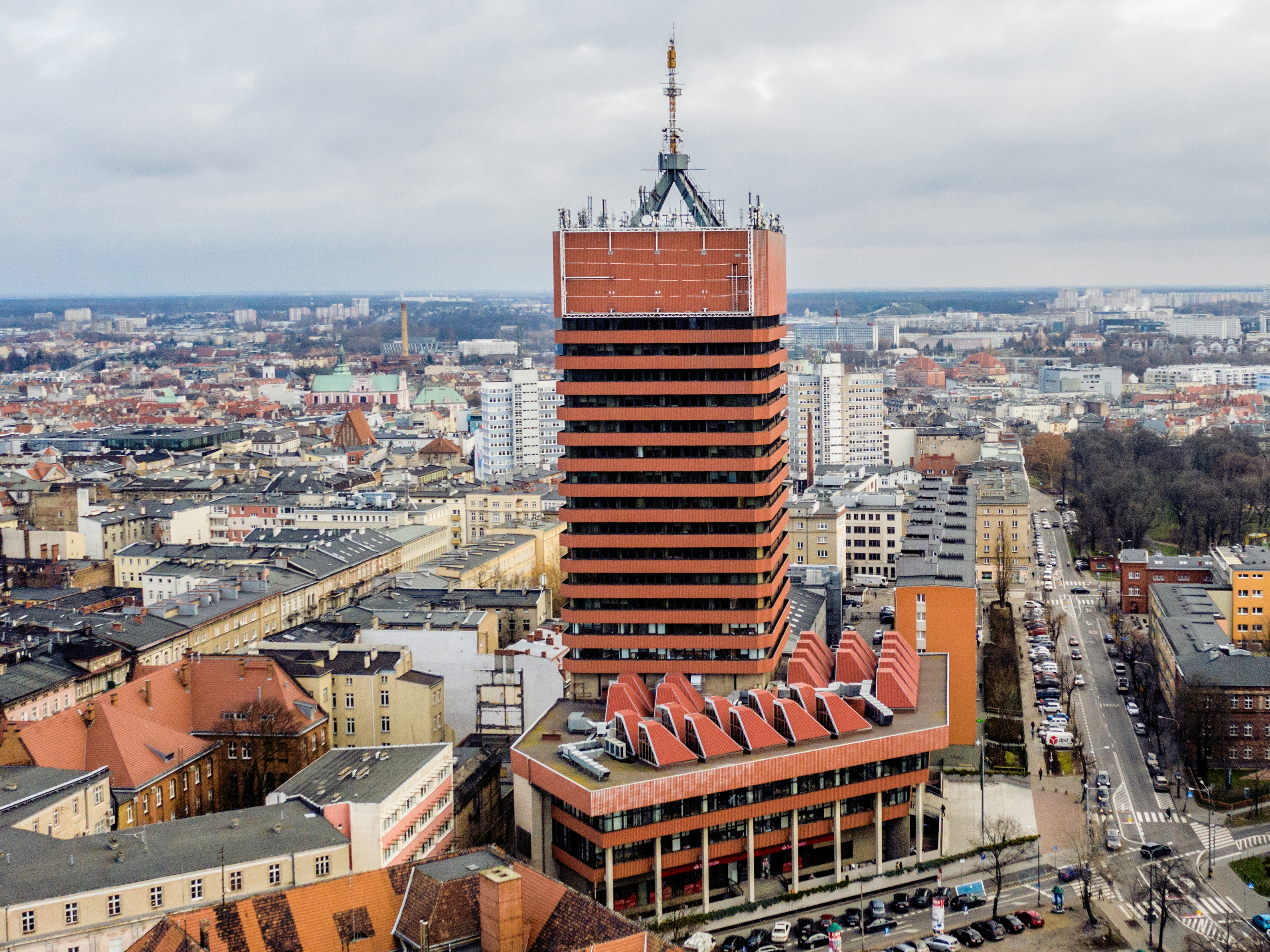
Collegium Altum Uniwersytetu Ekonomicznego w Poznaniu (współprojektanat Witold Milewski)

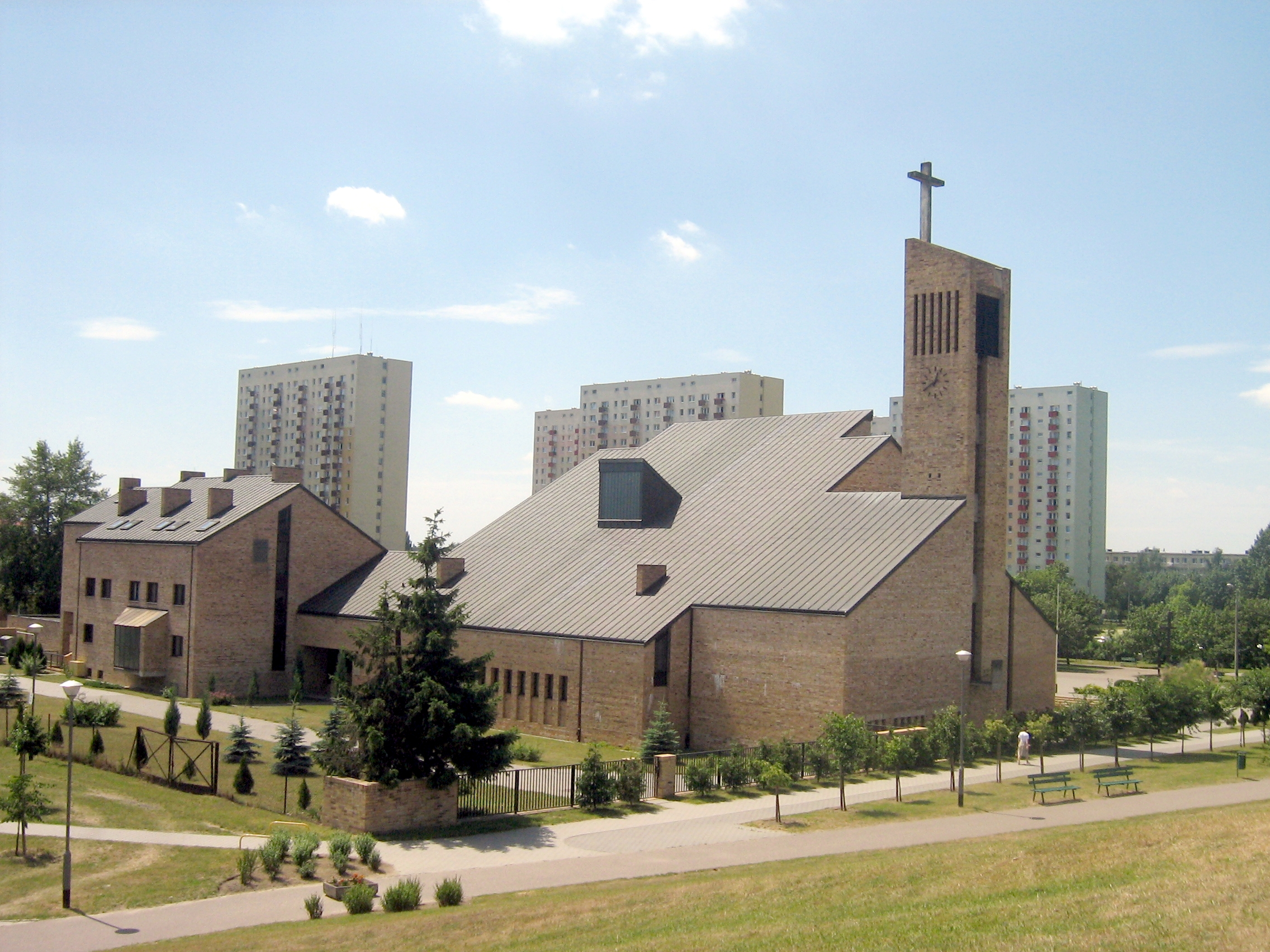
Kościół Wniebowstąpienia Pańskiego w Poznaniu

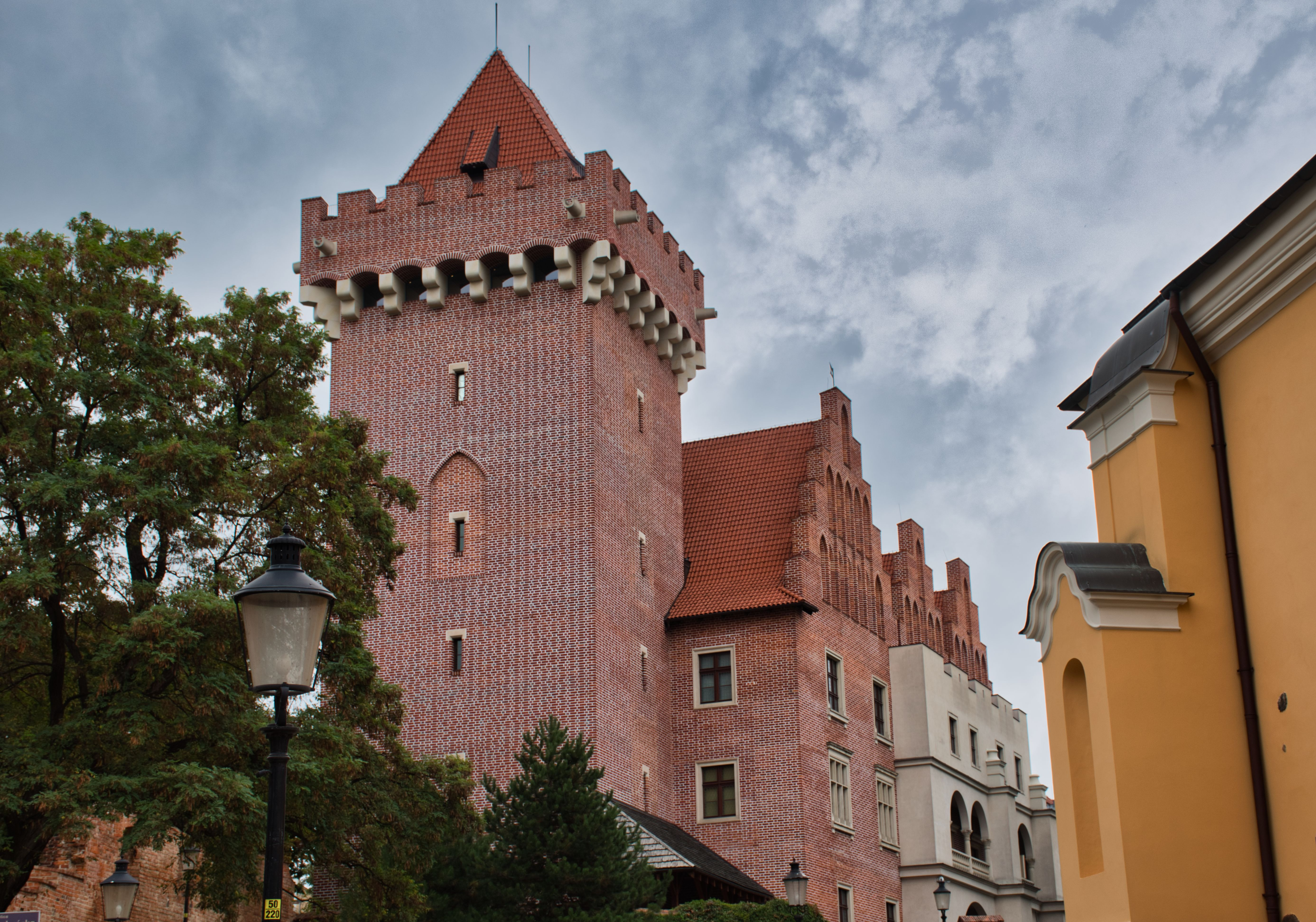
Zamek Królewski w Poznaniu

### Samodzielnie
- projekt restytucji poznańskiego Zamku Królewskiego,
- Szkoła Podstawowa im. X Zjazdu PZPR (obecnie Jacka Kuronia) – os. Jana III Sobieskiego,
- Szkołą Podstawowa na os. Stefana Batorego 101F,
- szkoła 16-klasowa na os. Zwycięstwa (niezrealizowana) – jak twierdził autor miała być summą jego doświadczeń w zakresie projektowania szkolnego,
- rewaloryzacja pałacu w Kobylnikach,
- kościół Najświętszego Serca Pana Jezusa w Suchym Lesie,

### z Zygmuntem Skupniewiczem i Lechem Sternalem
- Dom Studencki Eskulap, ul. Przybyszewskiego, 1960–1973,
- budynki Wydziału Mechanicznego i Wydziału Elektrycznego Politechniki Poznańskiej na Piotrowie, 1965–1979,
- kampus Akademii Rolniczej na Sołaczu, al. Wojska Polskiego, 1970–1978,
- Biblioteka Główna i budynek dydaktyczny Akademii Ekonomicznej (obecnie Uniwersytetu Ekonomicznego), tzw. Collegium Altum, ul. Powstańców Wielkopolskich 1973–1993,
- Dom Weterana na Szelągu, 1965–1972,

### z Zygmuntem Skupniewiczem
- Dom Technika przy ul. Gajowej w miejscu Starego ZOO (niezrealizowany),
- szkoła przy ul. Klemensa Janickiego, 1958,
- dom studentów i stołówka UAM Jowita, ul. Zwierzyniecka 7, 1960–1964,
- zespół szkół muzycznych, ul. Solna, 1964–1967,
- liczne szkoły podstawowe w Poznaniu i Wielkopolsce.

### z Ziemowitem Hepnerem
- gimnazjum w Suchym Lesie, 2002,
- kościół Wniebowstąpienia Pańskiego, 1993,
- budynek mieszkalno-usługowy przy ul. Żurawiej 10,

### zTeresą Mycko-Golec
- dom wielorodzinny na narożniku Rynku Wildeckiego i ul. Czajczej,
- kilka szkół 32-klasowych na terenie Piątkowa.

## Odznaczenia
Otrzymał m.in.:
- Srebrną Odznakę SARP (1978),
- Krzyż Kawalerski Orderu Odrodzenia Polski ze rewaloryzację zamku w Rydzynie (1988)[3],
- medal wojewody wielkopolskiego Ad Perpetuam Rei Memoriam (2004),
- Nagrodę Honorową Oddziału Poznańskiego SARP (2004)[4],
- Złotą Odznakę SARP (2009),
- medal za ochronę zabytków w województwie poznańskim[3].